# Лорінг (Аляска)
Лорінг (англ. Loring) — переписна місцевість (CDP) в США, в окрузі Кетчикан штату Аляска. Населення — 0 осіб (2020).

## Географія
Лорінг розташований за координатами 55°36′24″ пн. ш. 131°38′24″ зх. д. / 55.60667° пн. ш. 131.64000° зх. д. (55.606641, -131.639957).  За даними Бюро перепису населення США в 2010 році переписна місцевість мала площу 1,63 км², з яких 1,43 км² — суходіл та 0,20 км² — водойми.

## Демографія
Згідно з переписом 2010 року, у переписній місцевості мешкали 4 особи в 3 домогосподарствах у складі 1 родини. Густота населення становила 2 особи/км².  Було 12 помешкання (7/км²).
Расовий склад населення:
| - 25,0 % — білих - 25,0 % — корінних американців |

До двох чи більше рас належало 50,0 %. Частка іспаномовних становила 0,0 % від усіх жителів.
За віковим діапазоном населення розподілялося таким чином: 0,0 % — особи молодші 18 років, 75,0 % — особи у віці 18—64 років, 25,0 % — особи у віці 65 років та старші. Медіана віку мешканця становила 38,5 року. На 100 осіб жіночої статі у переписній місцевості припадало 100,0 чоловіків;  на 100 жінок у віці від 18 років та старших — 100,0 чоловіків також старших 18 років.
Цивільне працевлаштоване населення становило 0 осіб. 